# Olta
Olta – miasto w Argentynie, w prowincji La Rioja, stolica departamentu General Belgrano.
Według danych szacunkowych na rok 2010 miejscowość liczyła 4547 mieszkańców.